# 三宅式こくごドリル
『三宅式こくごドリル』（みやけしきこくごドリル）は、テレビ東京ほかで放送されていたクイズ番組・教養番組である。テレビ東京とテレビマンユニオンの共同製作。全16回。テレビ東京系列局では2005年10月11日から2006年3月14日まで、毎週火曜 20:00 - 20:54 （日本標準時）に放送。初回と2005年12月27日放送分は19:00 - 20:54の2時間スペシャルで放送。

## 概要
「日本語と遊ぶ」をコンセプトにした「こくごエンターテイメント番組」（番組公式サイトより）。漢字・敬語・挨拶・手紙・言葉の知恵など、日本語にまつわる様々なテーマから問題を出していき、それらを通じて言葉の面白さを追求していくというものだった。
テレビ東京の火曜20:00枠はローカルセールス枠であり、この番組もネット局ごとにスポンサーを付ける方式で放送されていた。また、番組はテレビ東京系列局の殆どで放送されていたが、同時間帯に『原口あきまさの福岡耳よりTV "ふくみみ"』を放送していたTVQ九州放送では未放送だった。

## 出演者

### レギュラー
- 三宅裕司 - MCを担当。
- ボビー・オロゴン - MCパートナーを担当。2006年1月に起こしたとされる暴行事件の問題からか、同月中は出演を休止していた。同年2月7日放送分で復帰[1]。
- 大江麻理子（テレビ東京アナウンサー） - 進行を担当。

### ナレーター
- 皆川純子 - 番組全体のナレーションを担当。
- 久米明 - 「ボビーの単語帳」のナレーションを担当。
- レニー・ハート - 「画数Fighter ミヤケ-1」のナレーションを担当。
- キートン山田 - 2006年1月17日から同年1月31日放送分までのナレーションを担当。

## ルール
問題は難易度に応じて「三宅式1 - 10級」が設定されており、10級は小学1 - 2年生レベル、9級は小学3 - 4年生レベル、8級は小学5 - 6年生レベル、7級は中学1年生レベル、6級は中学2年生レベル、5級は中学3年生レベル、4級は高校生レベル、3級は大学生レベル、2級は社会人レベル、1級は「こくごの超人」レベルとされていた。また、解答者それぞれにも最終的に成績に応じて同様の級が与えられた。
2005年12月6日放送分からはまず事前テストで各自1 - 10級を決め、それを最初の級とした。後述の「こくごドリル」では、自分の級よりも上の級の問題に正解すれば1つ上の級へ昇級するが、自分の下の級の問題で間違えると1つ下の級へ降級。そしてそれ以外のコーナーでは、コーナーごとに成績が最も良かった人が1つ上の級へ上がる方式となった。

## 主なコーナー
こくごドリル
三宅式何級かで国語力を試す。問題は、漢字の読み書きや言葉の穴埋めといったシンプルなものから、両方に共通する漢字をくっつけて熟語を作るもの（例：「糸豆」「人体」→「内」を両方にくっつけて「納豆」「肉体」）、計算式を解くと出来る熟語を当てるもの（例：八+角+（刀×2）+牛=分解）に至るまで様々だった。級が上がれば問題が難しくなる。
しりとりゲーム「シリトリックス」
解答者が1人ずつリレー方式で二字熟語を使ったしりとりをする。制限時間は1分間。
ことばリズム
リズムに合わせて出題されることわざの穴埋め問題などに答える。
ボビーの単語帳
街角にボビー・オロゴンが現れ、街を行く人々にある言葉の意味を尋ねる模様を放送。
漢字ゲーム「ジュクゴン」
解答者が1人ずつ挑戦。巨大レバーを操作して、下に積まれている漢字のボールに別の文字のボールを落として、二字熟語を作って消していく。制限時間1分30秒間で何個作れるのかを競う。最終回では文字数が増えた「ジュクゴン2」が登場した。
セガがこの漢字ゲームのソフト開発に携わっており、2006年7月13日には同社からPlayStation Portable用ソフト『ジュクゴン』が発売。翌2007年には同社から同名の携帯アプリが配信され、後に『ジュクゴン2』と『ジュクゴン産卵期』も同社から配信された。このうち『ジュクゴン産卵期』は、NTTドコモのFOMA D903iTVにプリインストールされている。
映像ドリル
文字の棒やハネなどが浮き上がっていく様子から、それらがどのような二字熟語になるのかを早押しで答える問題と、最初に流された映像に映ったものを表す漢字の読みを答える書き問題の2種類があった。
ことばパレード「へんつく」
指定した部首が付く漢字を1人1個ずつ書く。誰かと同じ漢字、既に出た漢字、指定した部首が付いていない漢字を答えると失格。最後まで残った解答者1人が勝者となる。
ギオンセンス
解答者1人がお題の名詞を擬音語で表現し、それが何を表しているのかを別の解答者たちが当てる。正解した人数分のポイントが出題者と解答者それぞれに与えられ、その合計ポイントを競う。
画数Fighter ミヤケ-1
2人の有名人の名前の画数を比べて、どちらが画数が多いのかを当てる。

## スタッフ
- 編成：今井豪（テレビ東京）
- 番組宣伝：松坂忠光（テレビ東京）
- プロデューサー：松本篤信、松澤潤（テレビ東京）
- 制作：テレビ東京、テレビマンユニオン

## 放送局
| 放送対象地域   | 放送局         | 系列           | 放送日時           | 備考                                   |
| -------------- | -------------- | -------------- | ------------------ | -------------------------------------- |
| 関東広域圏     | テレビ東京     | テレビ東京系列 | 火曜 20:00 - 20:54 | 製作局                                 |
| 北海道         | テレビ北海道   | テレビ東京系列 | 火曜 20:00 - 20:54 | 同時ネット                             |
| 愛知県         | テレビ愛知     | テレビ東京系列 | 火曜 20:00 - 20:54 | 同時ネット                             |
| 大阪府         | テレビ大阪     | テレビ東京系列 | 火曜 20:00 - 20:54 | 同時ネット                             |
| 岡山県・香川県 | テレビせとうち | テレビ東京系列 | 火曜 20:00 - 20:54 | 同時ネット                             |
| 滋賀県         | びわ湖放送     | 独立UHF局      | 火曜 20:00 - 20:54 | 同時ネット                             |
| 和歌山県       | テレビ和歌山   | 独立UHF局      | 火曜 20:00 - 20:54 | 同時ネット                             |
| 奈良県         | 奈良テレビ     | 独立UHF局      | 水曜 19:00 - 19:54 |                                        |
| 宮城県         | ミヤギテレビ   | 日本テレビ系列 | 土曜 10:30 - 11:25 |                                        |
| 新潟県         | テレビ新潟     | 日本テレビ系列 | 不定期放送         |                                        |
| 富山県         | 北日本放送     | 日本テレビ系列 | 火曜 24:50 - 25:45 |                                        |
| 広島県         | 広島テレビ     | 日本テレビ系列 | 木曜 15:55 - 16:50 | 2005年12月1日から2006年3月23日まで放送 |
| 山形県         | テレビユー山形 | TBS系列        | 金曜 15:00 - 15:55 |                                        |
| 静岡県         | 静岡放送       | TBS系列        |                    |                                        |
| 島根県・鳥取県 | 山陰放送       | TBS系列        | 不定期放送         |                                        |
| 熊本県         | 熊本放送       | TBS系列        | 金曜 09:55 - 10:50 |                                        |
| 石川県         | 石川テレビ     | フジテレビ系列 | 日曜 14:00 - 14:55 |                                        |
| 長野県         | 長野放送       | フジテレビ系列 | 日曜 12:00 - 12:55 |                                        |